# صوفيا يونسكو
صوفيا يونسكو (بالرومانية: Sofia Ionescu-Ogrezeanu)‏ هي طبيبة رومانية، ولدت في 25 أبريل 1920 في Fălticeni ‏ في رومانيا، وتوفيت في 21 مارس 2008.